# Словачка на Европском првенству у атлетици у дворани 2021.
Словачка је учествовала на 36. Европском првенству у дворани 2021 који се одржао у Торуњу, Пољска, од 4. до 7. марта. Ово је било дванаесто европско првенство у дворани од 1994. године од када Словачка учествује самостално под овим именом. Није учествовала 1996. године. Репрезентацију Словачке представљала су 7 такмичара (4 мушкараца и 3 жене) који су се такмичили у 5 дисциплина (2 мушке и 3 женске).
На овом првенству Словачка је делила 10. место по броју освојених медаља са 1 бронзаном медаљом. У табели успешности према броју и пласману такмичара који су учествовали у финалним такмичењима (првих 8 такмичара) Словачка је са 1 учесником у финалу делила 23 место са 6 бодова.
| Пл.  | Земља    | 1. место | 2. место | 3. место | 4. место | 5. место | 6. место | 7. место | 8. место | Бр. фин. Бод. |
| ---- | -------- | -------- | -------- | -------- | -------- | -------- | -------- | -------- | -------- | ------------- |
| =23. | Словачка | –        | –        | 1–6      | –        | –        | –        | –        | –        | 1 - 6         |

## Учесници
| Мушкарци: - Јан Волко — 60 м - Томаш Матушчак — 60 м - Шимон Бујна — 400 м - Мартин Кучера — 400 м | Жене: - Моника Вејгертова — 60 м - Ивета Путалова — 400 м - Станислава Шкваркова — 60 м препоне |  |

## Освајачи медаља (1)

### Бронза (1)
- Јан Волко — 60 м

## Резултати

### Мушкарци
| Атлетичар      | Дисциплина | Лични рекорд | Квалификације | Квалификације | Полуфинале            | Полуфинале            | Финале                | Финале       | Детаљи |
| Атлетичар      | Дисциплина | Лични рекорд | Резултат      | Место         | Резултат              | Место                 | Резултат              | Место        | Детаљи |
| -------------- | ---------- | ------------ | ------------- | ------------- | --------------------- | --------------------- | --------------------- | ------------ | ------ |
| Јан Волко      | 60 м       | 6,55 НР      | 6,63 КВ       | 1. у гр. 8    | 6,57 КВ, ЛРС          | 1. у гр. 3            | 6,61                  |              |        |
| Томаш Матушчак | 60 м       | 6,77         | 6,79 (.789)   | 4. у гр. 3    | Нису се квалификовали | Нису се квалификовали | Нису се квалификовали | 45 / 63 (65) |        |
| Шимон Бујна    | 400 м      | 47,57        | 47,93         | 6. у гр. 1    | Нису се квалификовали | Нису се квалификовали | Нису се квалификовали | 38 / 48 (49) |        |
| Мартин Кучера  | 400 м      | 47,53        | 48,44         | 5. у гр. 2    | Нису се квалификовали | Нису се квалификовали | Нису се квалификовали | 45 / 48 (49) |        |

### Жене
| Атлетичарка          | Дисциплина   | Лични рекорд | Квалификације  | Квалификације | Полуфинале            | Полуфинале            | Финале                | Финале       | Детаљи                                   |
| Атлетичарка          | Дисциплина   | Лични рекорд | Резултат       | Место         | Резултат              | Место                 | Резултат              | Место        | Детаљи                                   |
| -------------------- | ------------ | ------------ | -------------- | ------------- | --------------------- | --------------------- | --------------------- | ------------ | ---------------------------------------- |
| Моника Вејгертова    | 60 м         | 7,45         | 7,37 (.370) КВ | 3. у гр. 2    | 7,42                  | 7. у гр. 2            | Није се квалификовала | 22 / 37 (40) |                                          |
| Ивета Путалова       | 400 м        | 52,62 НР     | 53,69 ЛРС      | 6. у гр. 4    | Није се квалификовала | Није се квалификовала | Није се квалификовала | 34 / 39      |                                          |
| Станислава Шкваркова | 60 м препоне | 8,09         | 8,21 (.204) КВ | 3. у гр. 6    | 8,23                  | 7. у гр. 2            | Није се квалификовала | 22 / 40 (44) | Архивирано на веб-сајту (30. април 2021) |